# Postnummers in België

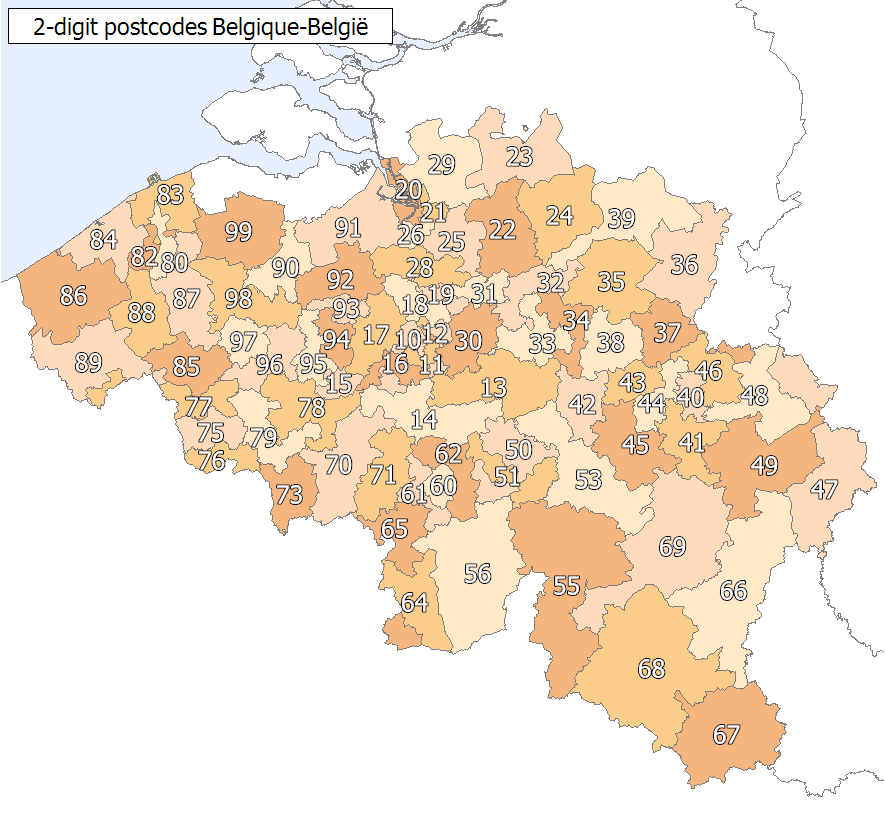
Indeling van postcodes (2 cijfers) in België

Dit is de lijst van postnummers in België. 
De Administratie van de Post (nu bpost) voerde in 1969 postnummers in.
De huidige lijst met postnummers geldt sinds 1 oktober 1990.
Deze lijst is hier en daar verouderd. De Belgische postcodes zijn te vinden op de website van bpost (zie onderaan).

## 0 - 999
- 0612   Sinterklaas

## 1000 - 1999
Brussel, Halle-Vilvoorde en Waals-Brabant
- 1000	Brussel (stad)
- 1005
  - Verenigde Vergadering van de Gemeenschappelijke Gemeenschapscommissie
  - Brussels Hoofdstedelijk Parlement
- 1006	Raad van de Vlaamse Gemeenschapscommissie
- 1007	Raad van de Franse Gemeenschapscommissie
- 1008	Kamer van Volksvertegenwoordigers
- 1009	Belgische Senaat
- 1010	Rijksadministratief Centrum
- 1011	Vlaams Parlement
- 1012	Parlement van de Franse Gemeenschap
- 1020	Brussel (Laken)
- 1030
  - Schaarbeek
  - Brussel (Stephensonstraat)
- 1031	Christelijke Sociale Organisaties
- 1033   RTL-TVI
- 1035	Ministerie van het Brussels Hoofdstedelijk Gewest
- 1040
  - Etterbeek
  - Brussel (oostelijke uitbreiding)
- 1041	International Press Center
- 1043	VRT
- 1044	RTBF
- 1045	D.I.V.
- 1046   European External Action Service
- 1047	Europees Parlement
- 1048	E.U.-Raad
- 1049	E.U.-Commissie
- 1050
  - Elsene
  - Brussel (Louizalaan)
  - Sint-Gillis (Louizalaan)
- 1060	Sint-Gillis
- 1070	Anderlecht
- 1080	Sint-Jans-Molenbeek
- 1081	Koekelberg
- 1082	Sint-Agatha-Berchem
- 1083	Ganshoren
- 1090	Jette
- 1099     BPost Brussel X
- 1100	Postcheque
- 1101	Scanning (OptiRetour- en Scanning-dienst van bpost)
- 1105	Sociale Dienst van bpost
- 1110	NAVO
- 1120	Brussel (Neder-Over-Heembeek)
- 1130	Brussel (Haren)
- 1140	Evere
- 1150	Sint-Pieters-Woluwe
- 1160	Oudergem
- 1170	Watermaal-Bosvoorde
- 1180	Ukkel
- 1190	Vorst
- 1200	Sint-Lambrechts-Woluwe
- 1210	Sint-Joost-ten-Node
- 1212	FOD Mobiliteit
- 1300
  - Limal
  - Wavre
- 1301	Bierges
- 1310	La Hulpe
- 1315
  - Glimes
  - Incourt
  - Opprebais
  - Piétrebais
  - Roux-Miroir
- 1320
  - Beauvechain
  - Hamme-Mille
  - l'Écluse
  - Nodebais
  - Tourinnes-la-Grosse
- 1325
  - Bonlez
  - Chaumont-Gistoux
  - Corroy-le-Grand
  - Dion-Valmont
  - Longueville
- 1330	Rixensart
- 1331	Rosières
- 1332	Genval
- 1340
  - Ottignies
  - Ottignies-Louvain-la-Neuve
- 1341	Céroux-Mousty
- 1342	Limelette
- 1348	Louvain-la-Neuve
- 1350
  - Énines
  - Folx-les-Caves
  - Jandrain-Jandrenouille
  - Jauche
  - Marilles
  - Noduwez
  - Orp-Jauche
  - Orp-le-Grand
- 1357
  - Hélécine
  - Linsmeau
  - Neerheylissem
  - Opheylissem
- 1360
  - Malèves-Sainte-Marie-Wastines
  - Orbais
  - Perwez
  - Thorembais-les-Béguines
  - Thorembais-Saint-Trond
- 1367
  - Autre-Église
  - Bomal (Brabant)
  - Geest-Gérompont-Petit-Rosière
  - Gérompont
  - Grand-Rosière-Hottomont
  - Huppaye
  - Mont-Saint-André
  - Ramillies
- 1370
  - Dongelberg
  - Jauchelette
  - Jodoigne
  - Jodoigne-Souveraine
  - Lathuy
  - Mélin
  - Piétrain
  - Saint-Jean-Geest
  - Saint-Remy-Geest
  - Zétrud-Lumay
- 1380
  - Couture-Saint-Germain
  - Lasne
  - Lasne-Chapelle-Saint-Lambert
  - Maransart
  - Ohain
  - Plancenoit
- 1390
  - Archennes
  - Biez
  - Bossut-Gottechain
  - Grez-Doiceau
  - Nethen
- 1400
  - Monstreux
  - Nijvel (Nivelles)
  - Petit-Rœulx-lez-Nivelles
- 1401	Baulers
- 1402	Thines
- 1404	Bornival
- 1410
  - Waterloo
- 1414	Promo-Control
- 1420	Braine-l'Alleud
- 1421	Ophain-Bois-Seigneur-Isaac
- 1428	Lillois-Witterzée
- 1430
  - Bierghes
  - Quenast
  - Rebecq
  - Rebecq-Rognon
- 1435
  - Corbais
  - Hévillers
  - Mont-Saint-Guibert
- 1440
  - Braine-le-Château
  - Wauthier-Braine
- 1450
  - Chastre
  - Chastre-Villeroux-Blanmont
  - Cortil-Noirmont
  - Gentinnes
  - Saint-Géry
- 1457
  - Nil-Saint-Vincent-Saint-Martin
  - Tourinnes-Saint-Lambert
  - Walhain
  - Walhain-Saint-Paul
- 1460
  - Ittre
  - Virginal-Samme
- 1461	Haut-Ittre
- 1470
  - Baisy-Thy
  - Bousval
  - Genappe
- 1471	Loupoigne
- 1472	Vieux-Genappe
- 1473	Glabais
- 1474	Ways
- 1476	Houtain-le-Val
- 1480
  - Clabecq
  - Oisquercq
  - Saintes
  - Tubize
- 1490	Court-Saint-Étienne
- 1495
  - Marbais (Brabant)
  - Mellery
  - Sart-Dames-Avelines
  - Tilly
  - Villers-la-Ville
- 1500	Halle
- 1501	Buizingen
- 1502	Lembeek
- 1540
  - Herfelingen
  - Herne
- 1541	Sint-Pieters-Kapelle (Brabant)
- 1547   Bever
- 1560	Hoeilaart
- 1570
  - Galmaarden
  - Tollembeek
  - Vollezele
- 1600
  - Oudenaken
  - Sint-Laureins-Berchem
  - Sint-Pieters-Leeuw
- 1601	Ruisbroek (Brabant)
- 1602	Vlezenbeek
- 1620	Drogenbos
- 1630	Linkebeek
- 1640   Sint-Genesius-Rode
- 1650	Beersel
- 1651	Lot
- 1652	Alsemberg
- 1653	Dworp
- 1654	Huizingen
- 1670
  - Bogaarden
  - Heikruis
  - Pepingen
- 1671	Elingen
- 1673	Beert
- 1674	Bellingen
- 1700
  - Dilbeek
  - Sint-Martens-Bodegem
  - Sint-Ulriks-Kapelle
- 1701	Itterbeek
- 1702	Groot-Bijgaarden
- 1703	Schepdaal
- 1730
  - Asse
  - Bekkerzeel
  - Kobbegem
  - Mollem
- 1731
  - Relegem
  - Zellik
- 1733   HighCo DATA
- 1740	Ternat
- 1741	Wambeek
- 1742	Sint-Katherina-Lombeek
- 1745
  - Mazenzele
  - Opwijk
- 1750
  - Gaasbeek
  - Lennik
  - Sint-Kwintens-Lennik
  - Sint-Martens-Lennik
- 1755
  - Gooik
  - Kester
  - Leerbeek
  - Oetingen
- 1760
  - Onze-Lieve-Vrouw-Lombeek
  - Pamel
  - Roosdaal
  - Strijtem
- 1761	Borchtlombeek
- 1770	Liedekerke
- 1780	Wemmel
- 1785
  - Brussegem
  - Hamme (Brabant)
  - Merchtem
- 1790
  - Affligem
  - Essene
  - Hekelgem
  - Teralfene
- 1800
  - Peutie
  - Vilvoorde
- 1804	Cargovil
- 1818	VTM
- 1820
  - Melsbroek
  - Perk
  - Steenokkerzeel
- 1830	Machelen (Brabant)
- 1831	Diegem
- 1840
  - Londerzeel
  - Malderen
  - Steenhuffel
- 1850	Grimbergen
- 1851	Humbeek
- 1852	Beigem
- 1853	Strombeek-Bever
- 1860	Meise
- 1861	Wolvertem
- 1880
  - Kapelle-op-den-Bos
  - Nieuwenrode
  - Ramsdonk
- 1910
  - Berg (Brabant)
  - Buken
  - Kampenhout
  - Nederokkerzeel
- 1930
  - Nossegem
  - Zaventem
- 1931	Brucargo
- 1932	Sint-Stevens-Woluwe
- 1933	Sterrebeek
- 1934   Brussel X-Luchthaven Remailing
- 1935   Corporate Village
- 1950	Kraainem
- 1970	Wezembeek-Oppem
- 1980
  - Eppegem
  - Zemst
- 1981	Hofstade (Brabant)
- 1982
  - Elewijt
  - Weerde

## 2000 - 2999
provincie Antwerpen
- 2000	Antwerpen 1 - Centrum
- 2018	Antwerpen 7 - Zuid
- 2020	Antwerpen 2 - Kiel
  - Kiel
  - Nachtegalenpark
- 2030	Antwerpen 3 - Luchtbal
  - Luchtbal
  - Oorderen
  - Wilmarsdonk
- 2040   Antwerpen 4 - Berendrecht-Zandvliet-Lillo
  - Berendrecht
  - Lillo
  - Zandvliet
- 2050	Antwerpen 5 - Linkeroever
- 2060	Antwerpen 6 - Noord
- 2070
  - Burcht
  - Zwijndrecht
- 2099   Antwerpen-X (Oorderen)
- 2100	Deurne (Antwerpen)
- 2110	Wijnegem
- 2140	Borgerhout (Antwerpen)
- 2150	Borsbeek (Antwerpen)
- 2160	Wommelgem
- 2170	Merksem (Antwerpen)
- 2180	Ekeren (Antwerpen)
- 2200
  - Herentals
  - Morkhoven
  - Noorderwijk
- 2220
  - Hallaar
  - Heist-op-den-Berg
- 2221	Booischot
- 2222
  - Itegem
  - Wiekevorst
- 2223	Schriek
- 2230
  - Herselt
  - Ramsel
- 2235
  - Houtvenne
  - Hulshout
  - Westmeerbeek
- 2240
  - Massenhoven
  - Viersel
  - Zandhoven
- 2242	Pulderbos
- 2243	Pulle
- 2250	Olen
- 2260
  - Oevel
  - Tongerlo (Antw.)
  - Westerlo
  - Zoerle-Parwijs
- 2270	Herenthout
- 2275
  - Gierle
  - Lille
  - Poederlee
  - Wechelderzande
- 2280	Grobbendonk
- 2288	Bouwel
- 2290	Vorselaar
- 2300	Turnhout
- 2310	Rijkevorsel
- 2320	Hoogstraten
- 2321	Meer
- 2322	Minderhout
- 2323	Wortel
- 2328	Meerle
- 2330	Merksplas
- 2340
  - Beerse
  - Vlimmeren
- 2350	Vosselaar
- 2360	Oud-Turnhout
- 2370	Arendonk
- 2380	Ravels
- 2381	Weelde
- 2382	Poppel
- 2387	Baarle-Hertog
- 2390   Malle (Oostmalle, Westmalle)
- 2400	Mol
- 2430
  - Eindhout
  - Laakdal
  - Vorst (Kempen)
- 2431
  - Varendonk
  - Veerle
- 2440	Geel
- 2450	Meerhout
- 2460
  - Kasterlee
  - Lichtaart
  - Tielen
- 2470	Retie
- 2480	Dessel
- 2490	Balen
- 2491	Olmen
- 2500
  - Koningshooikt
  - Lier
- 2520
  - Broechem
  - Emblem
  - Oelegem
  - Ranst
- 2530	Boechout
- 2531	Vremde
- 2540	Hove
- 2547	Lint
- 2550
  - Kontich
  - Waarloos
- 2560
  - Bevel
  - Kessel
  - Nijlen
- 2570	Duffel
- 2580
  - Beerzel
  - Putte
- 2590
  - Berlaar
  - Gestel
- 2600	Berchem (Antwerpen)
- 2610	Wilrijk (Antwerpen)
- 2620
  - Hemiksem
- 2627	Schelle
- 2630	Aartselaar
- 2640	Mortsel
- 2650	Edegem
- 2660	Hoboken (Antwerpen)
- 2800
  - Mechelen
  - Walem
- 2801	Heffen
- 2811
  - Hombeek
  - Leest
- 2812	Muizen (Mechelen)
- 2820
  - Bonheiden
  - Rijmenam
- 2830
  - Blaasveld
  - Heindonk
  - Tisselt
  - Willebroek
- 2840
  - Reet
  - Rumst
  - Terhagen
- 2845	Niel
- 2850	Boom
- 2860	Sint-Katelijne-Waver
- 2861	Onze-Lieve-Vrouw-Waver
- 2870
  - Breendonk
  - Liezele
  - Puurs
  - Ruisbroek (Antw.)
- 2880
  - Bornem
  - Hingene
  - Mariekerke (Bornem)
  - Weert
- 2890
  - Lippelo
  - Oppuurs
  - Sint-Amands
- 2900	Schoten
- 2910	Essen
- 2920	Kalmthout
- 2930	Brasschaat
- 2940
  - Hoevenen
  - Stabroek
- 2950	Kapellen (Antw.)
- 2960
  - Brecht
  - Sint-Job-in-'t-Goor
  - Sint-Lenaarts
- 2970
  - 's-Gravenwezel
  - Schilde
- 2980
  - Sint-Antonius
  - Halle (Zoersel)
  - Zoersel
- 2990
  - Loenhout
  - Wuustwezel

## 3000 - 3999
arrondissement Leuven en provincie Limburg
- 3000	Leuven
- 3001	Heverlee
- 3010	Kessel-Lo (Leuven)
- 3012	Wilsele
- 3018	Wijgmaal (Brabant)
- 3020
  - Herent
  - Veltem-Beisem
  - Winksele
- 3040
  - Huldenberg
  - Loonbeek
  - Neerijse
  - Ottenburg
  - Sint-Agatha-Rode
- 3050 Oud-Heverlee
- 3051	Sint-Joris-Weert
- 3052	Blanden
- 3053	Haasrode
- 3054	Vaalbeek
- 3060
  - Bertem
  - Korbeek-Dijle
- 3061	Leefdaal
- 3070	Kortenberg
- 3071	Erps-Kwerps
- 3078
  - Everberg
  - Meerbeek
- 3080
  - Duisburg
  - Tervuren
  - Vossem
- 3090	Overijse
- 3110	Rotselaar
- 3111	Wezemaal
- 3118	Werchter
- 3120	Tremelo
- 3128	Baal
- 3130
  - Begijnendijk
  - Betekom
- 3140	Keerbergen
- 3150
  - Haacht
  - Tildonk
  - Wespelaar
- 3190	Boortmeerbeek
- 3191	Hever
- 3200
  - Aarschot
  - Gelrode
- 3201	Langdorp
- 3202	Rillaar
- 3210
  - Linden
  - Lubbeek
- 3211	Binkom
- 3212	Pellenberg
- 3220
  - Holsbeek
  - Kortrijk-Dutsel
  - Sint-Pieters-Rode
- 3221	Nieuwrode
- 3270
  - Scherpenheuvel
  - Scherpenheuvel-Zichem
- 3271
  - Averbode
  - Zichem
- 3272
  - Messelbroek
  - Testelt
- 3290
  - Deurne (Brabant)
  - Diest
  - Schaffen
  - Webbekom
- 3293	Kaggevinne
- 3294	Molenstede
- 3300
  - Bost
  - Goetsenhoven
  - Hakendover
  - Kumtich
  - Oorbeek
  - Oplinter
  - Sint-Margriete-Houtem (Tienen)
  - Tienen
  - Vissenaken
- 3320
  - Hoegaarden
  - Meldert (Brabant)
- 3321	Outgaarden
- 3350
  - Drieslinter
  - Linter
  - Melkwezer
  - Neerhespen
  - Neerlinter
  - Orsmaal-Gussenhoven
  - Overhespen
  - Wommersom
- 3360
  - Bierbeek
  - Korbeek-Lo
  - Lovenjoel
  - Opvelp
- 3370
  - Boutersem
  - Kerkom
  - Neervelp
  - Roosbeek
  - Vertrijk
  - Willebringen
- 3380
  - Bunsbeek
  - Glabbeek-Zuurbemde
- 3381	Kapellen (Brabant)
- 3384	Attenrode
- 3390
  - Houwaart
  - Sint-Joris-Winge
  - Tielt (Brabant)
  - Tielt-Winge
- 3391	Meensel-Kiezegem
- 3400
  - Eliksem
  - Ezemaal
  - Laar
  - Landen
  - Neerwinden
  - Overwinden
  - Rumsdorp
  - Wange
- 3401
  - Waasmont
  - Walsbets
  - Walshoutem
  - Wezeren
- 3404
  - Attenhoven
  - Neerlanden
- 3440
  - Budingen
  - Dormaal
  - Halle-Booienhoven
  - Helen-Bos
  - Zoutleeuw
- 3450
  - Geetbets
  - Grazen
- 3454	Rummen
- 3460
  - Assent
  - Bekkevoort
- 3461	Molenbeek-Wersbeek
- 3470
  - Kortenaken
  - Ransberg
- 3471	Hoeleden
- 3472	Kersbeek-Miskom
- 3473	Waanrode
- 3500
  - Hasselt
  - Sint-Lambrechts-Herk
- 3501	Wimmertingen
- 3510
  - Kermt (Hasselt)
  - Spalbeek
- 3511
  - Kuringen
  - Stokrooie
- 3512	Stevoort
- 3520	Zonhoven
- 3530
  - Helchteren
  - Houthalen
  - Houthalen-Helchteren
- 3540
  - Berbroek
  - Donk
  - Herk-de-Stad
  - Schulen
- 3545
  - Halen
  - Loksbergen
  - Zelem
- 3550
  - Heusden (Limb.)
  - Heusden-Zolder
  - Zolder
- 3560
  - Linkhout
  - Lummen
  - Meldert (Limb.)
- 3570	Alken
- 3580	Beringen
- 3581	Beverlo
- 3582	Koersel
- 3583	Paal
- 3590	Diepenbeek
- 3600	Genk
- 3620
  - Gellik
  - Lanaken
  - Neerharen
  - Veldwezelt
- 3621	Rekem
- 3630
  - Eisden
  - Leut
  - Maasmechelen
  - Mechelen-aan-de-Maas
  - Meeswijk
  - Opgrimbie
  - Vucht
- 3631
  - Boorsem
  - Uikhoven
- 3640
  - Kessenich
  - Kinrooi
  - Molenbeersel
  - Ophoven
- 3650
  - Dilsen-Stokkem
  - Elen
  - Lanklaar
  - Rotem
  - Stokkem
- 3660
  - Opglabbeek
  - » Meeuwen-Gruitrode «
- 3665	As
- 3668	Niel-bij-As
- 3670
  - Ellikom
  - Gruitrode
  - Meeuwen
  - Meeuwen-Gruitrode
  - Neerglabbeek
  - Wijshagen
- 3680
  - Maaseik
  - Neeroeteren
  - Opoeteren
- 3690	Zutendaal
- 3700
  - 's Herenelderen
  - Berg (Limb.)
  - Diets-Heur
  - Haren (Tongeren)
  - Henis
  - Kolmont (Tongeren)
  - Koninksem
  - Lauw
  - Mal
  - Neerrepen
  - Nerem
  - Overrepen (Kolmont)
  - Piringen (Haren)
  - Riksingen
  - Rutten
  - Sluizen
  - Tongeren
  - Vreren
  - Widooie (Haren)
- 3717	Herstappe
- 3720	Kortessem
- 3721	Vliermaalroot
- 3722	Wintershoven
- 3723	Guigoven
- 3724	Vliermaal
- 3730
  - Hoeselt
  - Romershoven
  - Sint-Huibrechts-Hern
  - Werm
- 3732	Schalkhoven
- 3740
  - Beverst
  - Bilzen
  - Eigenbilzen
  - Grote-Spouwen
  - Hees
  - Kleine-Spouwen
  - Mopertingen
  - Munsterbilzen
  - Rijkhoven
  - Rosmeer
  - Spouwen
  - Waltwilder
- 3742	Martenslinde
- 3746	Hoelbeek
- 3770
  - Genoelselderen
  - Herderen
  - Kanne
  - Membruggen
  - Millen
  - Riemst
  - Val-Meer
  - Vlijtingen
  - Vroenhoven
  - Zichen-Zussen-Bolder
- 3790 Voeren
  - Moelingen
  - Sint-Martens-Voeren
  - Remersdaal
  - Sint-Pieters-Voeren
  - Teuven
  - 's-Gravenvoeren
- 3800
  - Aalst (Limb.)
  - Brustem
  - Engelmanshoven
  - Gelinden
  - Groot-Gelmen
  - Halmaal
  - Kerkom-bij-Sint-Truiden
  - Ordingen
  - Sint-Truiden
  - Zepperen
- 3803
  - Duras
  - Gorsem
  - Runkelen
  - Wilderen
- 3806	Velm
- 3830
  - Berlingen
  - Wellen
- 3831	Herten
- 3832	Ulbeek
- 3840
  - Bommershoven (Haren)
  - Borgloon
  - Broekom
  - Gors-Opleeuw
  - Gotem
  - Groot-Loon
  - Haren (Borgloon)
  - Hendrieken
  - Hoepertingen
  - Jesseren (Kolmont)
  - Kerniel
  - Kolmont (Borgloon)
  - Kuttekoven
  - Rijkel
  - Voort
- 3850
  - Binderveld
  - Kozen
  - Nieuwerkerken (Limb.)
  - Wijer
- 3870
  - Batsheers
  - Bovelingen
  - Gutschoven
  - Heers
  - Heks
  - Horpmaal
  - Klein-Gelmen
  - Mechelen-Bovelingen
  - Mettekoven
  - Opheers
  - Rukkelingen-Loon
  - Vechmaal
  - Veulen
- 3890
  - Boekhout
  - Gingelom
  - Jeuk
  - Kortijs
  - Montenaken
  - Niel-bij-Sint-Truiden
  - Vorsen
- 3891
  - Borlo
  - Buvingen
  - Mielen-Boven-Aalst
  - Muizen (Limb.)
- 3900	Overpelt
- 3910
  - Neerpelt
  - Sint-Huibrechts-Lille
- 3920	Lommel
- 3930
  - Achel
  - Hamont
  - Hamont-Achel
- 3940
  - Hechtel
  - Hechtel-Eksel
- 3941	Eksel
- 3945
  - Ham
  - Kwaadmechelen
  - Oostham
- 3950
  - Bocholt
  - Kaulille
  - Reppel
- 3960
  - Beek
  - Bree
  - Gerdingen
  - Opitter
  - Tongerlo (Limb.)
- 3970	Leopoldsburg
- 3971	Heppen
- 3980	Tessenderlo
- 3990
  - Grote-Brogel
  - Kleine-Brogel
  - Peer
  - Wijchmaal

## 4000 - 4999
provincie Luik
- 4000
  - Glain
  - Luik
  - Rocourt
  - » Saint-Nicolas (Lg.) «
- 4020
  - Bressoux
  - Jupille-sur-Meuse
  - Luik
  - Wandre
- 4030
  - Grivegnée
  - Luik
- 4031	Angleur
- 4032	Chênée
- 4040	Herstal
- 4041
  - Milmort
  - Vottem
- 4042	Liers
- 4050	Chaudfontaine
- 4051	Vaux-sous-Chèvremont
- 4052	Beaufays
- 4053	Embourg
- 4090
  - B.S.D. (Belgische Strijdkrachten in Duitsland)
- 4100
  - Boncelles
  - Seraing
- 4101	Jemeppe-sur-Meuse
- 4102	Ougrée
- 4120
  - Ehein
  - Neupré
  - Rotheux-Rimière
- 4121	Neuville-en-Condroz
- 4122	Plainevaux
- 4130
  - Esneux
  - Tilff
- 4140
  - Dolembreux
  - Gomzé-Andoumont
  - Rouvreux
  - Sprimont
- 4141	Louveigné
- 4160	Anthisnes
- 4161	Villers-aux-Tours
- 4162	Hody
- 4163	Tavier
- 4170	Comblain-au-Pont
- 4171	Poulseur
- 4180
  - Comblain-Fairon
  - Comblain-la-Tour
  - Hamoir
- 4181	Filot
- 4190
  - Ferrières
  - My
  - Sy
  - Vieuxville
  - Werbomont
  - Xhoris
- 4210
  - Burdinne
  - Hannêche
  - Lamontzée
  - Marneffe
  - Oteppe
- 4217
  - Héron
  - Lavoir
  - Waret-l'Évêque
- 4218	Couthuin
- 4219
  - Acosse
  - Ambresin
  - Meeffe
  - Wasseiges
- 4250
  - Boëlhe
  - Geer
  - Hollogne-sur-Geer
  - Lens-Saint-Servais
- 4252	Omal
- 4253	Darion
- 4254	Ligney
- 4257
  - Berloz
  - Corswarem
  - Roost-Krenwik (Rosoux-Crenwick)
- 4260
  - Avennes
  - Braives
  - Ciplet
  - Fallais
  - Fumal
  - Ville-en-Hesbaye
- 4261	Latinne
- 4263	Tourinne (Lg.)
- 4280
  - Abolens
  - Avernas-le-Bauduin
  - Avin
  - Bertrée
  - Blehen
  - Cras-Avernas
  - Crehen
  - Grand-Hallet
  - Hannuit
  - Lens-Saint-Remy
  - Merdorp
  - Moxhe
  - Petit-Hallet
  - Poucet
  - Thisnes
  - Trognée
  - Villers-le-Peuplier
  - Wansin
- 4287
  - Lijsem (Lincent)
  - Pellen (Pellaines)
  - Raatshoven (Racour)
- 4300
  - Bettenhoven (Bettincourt)
  - Bleret
  - Bovenistier
  - Grand-Axhe
  - Lantremange
  - Liek (Oleye)
  - Borgworm (Waremme)
- 4317
  - Aineffe
  - Borlez
  - Celles (Lg.)
  - Faimes
  - Les Waleffes
  - Viemme
- 4340
  - Awans
  - Fooz
  - Othée
  - Villers-l'Évêque
- 4342	Hognoul
- 4347
  - Fexhe-le-Haut-Clocher
  - Freloux
  - Noville (Lg.)
  - Roloux
  - Voroux-Goreux
- 4350
  - Lamine
  - Momalle
  - Pousset
  - Remicourt
- 4351	Hodeige
- 4357
  - Donceel
  - Haneffe
  - Jeneffe (Lg.)
  - Limont
- 4360
  - Bergilers
  - Grandville
  - Lens-sur-Geer
  - Oerle (Oreye)
  - Wouteringen (Otrange)
- 4367
  - Crisnée
  - Fize-le-Marsal
  - Kemexhe
  - Odeur
  - Thys
- 4400
  - Awirs
  - Chokier
  - Flémalle
  - Flémalle-Grande
  - Flémalle-Haute
  - Gleixhe
  - Ivoz-Ramet
  - Mons-lez-Liège
- 4420
  - Montegnée
  - Saint-Nicolas (Lg.)
  - Tilleur
- 4430	Ans
- 4431	Loncin
- 4432
  - Alleur
  - Xhendremael
- 4450
  - Juprelle
  - Lantin
  - Slins
- 4451	Voroux-lez-Liers
- 4452
  - Paifve
  - Nudorp (Wihogne)
- 4453	Villers-Saint-Siméon
- 4458	Fexhe-Slins
- 4460
  - Bierset
  - Grâce-Berleur
  - Grâce-Hollogne
  - Hollogne-aux-Pierres
  - Horion-Hozémont
  - Velroux
- 4470	Saint-Georges-sur-Meuse
- 4480
  - Clermont-sous-Huy
  - Engis
  - Hermalle-sous-Huy
- 4500
  - Ben-Ahin
  - Hoei (Huy)
  - Tihange
- 4520
  - Antheit
  - Bas-Oha
  - Huccorgne
  - Moha
  - Vinalmont
  - Wanze
- 4530
  - Fize-Fontaine
  - Vaux-et-Borset
  - Vieux-Waleffe
  - Villers-le-Bouillet
  - Warnant-Dreye
- 4537
  - Chapon-Seraing
  - Seraing-le-Château
  - Verlaine
- 4540
  - Amay
  - Ampsin
  - Flône
  - Jehay
  - Ombret
- 4550
  - Nandrin
  - Saint-Séverin
  - Villers-le-Temple
  - Yernée-Fraineux
- 4557
  - Abée
  - Fraiture
  - Ramelot
  - Seny
  - Soheit-Tinlot
  - Tinlot
- 4560
  - Bois-et-Borsu
  - Clavier
  - Les Avins
  - Ocquier
  - Pailhe
  - Terwagne
  - » Modave «
- 4570
  - Marchin
  - Vyle-et-Tharoul
- 4577
  - Modave
  - Outrelouxhe
  - Strée-lez-Huy
  - Vierset-Barse
- 4590
  - Ellemelle
  - Ouffet
  - Warzée
- 4600
  - Ternaaien (Lanaye)
  - Lieze (Lixhe)
  - Richelle
  - Wezet (Visé)
- 4601	Argenteau
- 4602	Cheratte
- 4606	Saint-André
- 4607	
  - Berneau
  - Bolbeek (Bombaye)
  - Dalhem
  - Feneur
  - Mortroux
- 4608
  - Neufchâteau (Lg.)
  - Weerst (Warsage)
- 4610
  - Bellaire
  - Beyne-Heusay
  - Queue-du-Bois
- 4620	Fléron
- 4621	Retinne
- 4623	Magnée
- 4624	Romsée
- 4630
  - Ayeneux
  - Micheroux
  - Soumagne
  - Tignée
- 4631	Evegnée
- 4632	Cérexhe-Heuseux
- 4633	Melen
- 4650
  - Chaineux
  - Grand-Rechain
  - Hervé
  - Julémont
- 4651	Battice
- 4652	Xhendelesse
- 4653	Bolland
- 4654	Charneux
- 4670
  - Blegny
  - Mortier
  - Trembleur
- 4671
  - Barchon
  - Housse
  - Saive
  - » Cheratte «
- 4672	Saint-Remy (Lg.)
- 4680
  - Hermée
  - Oupeye
- 4681	
  - Hermalle-sous-Argenteau
  - Heure-le-Romain
  - Houtain-Saint-Siméon
- 4683	Vivegnis
- 4684	Haccourt
- 4690
  - Bitsingen (Bassenge)
  - Boirs
  - Eben-Emael
  - Glaaien (Glons)
  - Rukkelingen-aan-de-Jeker (Roclenge-sur-Geer)
  - Wonck
- 4700
  - Eupen
- 4701	Kettenis
- 4710	Lontzen
- 4711	Walhorn
- 4720	Kelmis (La Calamine)
- 4721	Neu-Moresnet
- 4728	Hergenrath
- 4730
  - Hauset
  - Raeren
- 4731	Eynatten
- 4750
  - Bütgenbach
  - Elsenborn
- 4760
  - Büllingen
  - Manderfeld
- 4761	Rocherath
- 4770
  - Amel (Amblève)
  - Meyerode
- 4771	Heppenbach
- 4780
  - Recht
  - Sankt Vith
- 4782	Schönberg
- 4783	Lommersweiler
- 4784	Crombach
- 4790
  - Burg-Reuland
  - Reuland
- 4791	Thommen
- 4800
  - Ensival
  - Lambermont
  - Petit-Rechain
  - Verviers
- 4801	Stembert
- 4802	Heusy
- 4820	Dison
- 4821	Andrimont
- 4830	Limburg
- 4831	Bilstain
- 4834	Gulke (Goé)
- 4837
  - Baelen (Lg.)
  - Membach
- 4840	Welkenraedt
- 4841	Hendrik-Kapelle (Henri-Chapelle)
- 4845	Jalhay
- 4845	Sart-lez-Spa
- 4850
  - Montzen
  - Moresnet
  - Plombières
- 4851
  - Gemmenich
  - Sippenaeken
- 4852	Homburg
- 4860
  - Cornesse
  - Pepinster
  - Wegnez
- 4861	Soiron
- 4870
  - Forêt
  - Fraipont
  - Nessonvaux
  - Trooz
- 4877	Olne
- 4880	Aubel
- 4890
  - Clermont (Lg.)
  - Thimister
  - Thimister-Clermont
- 4900
  - Spa
  - » Theux «
- 4910
  - La Reid
  - Polleur
  - Theux
- 4920
  - Aywaille
  - Ernonheid
  - Harzé
  - Sougné-Remouchamps
- 4950
  - Faymonville
  - Robertville
  - Sourbrodt
  - Waimes (Weismes)
- 4960
  - Bellevaux-Ligneuville
  - Bévercé
  - Malmedy
- 4970
  - Francorchamps
  - Stavelot
- 4980
  - Fosse (Lg.)
  - Trois-Ponts
  - Wanne
- 4983	Basse-Bodeux
- 4987
  - Chevron
  - La Gleize
- 4987
  - Lorcé
  - Rahier
  - Stoumont
- 4990
  - Arbrefontaine
  - Bra
  - Lierneux

## 5000 - 5999
provincie Namen
- 5000	Beez
- 5000	Namur
- 5001	Belgrade
- 5002	Saint-Servais
- 5003	Saint-Marc
- 5004	Bouge
- 5020	Champion
- 5020	Daussoulx
- 5020	Flawinne
- 5020	Malonne
- 5020	Suarlée
- 5020	Temploux
- 5020	Vedrin
- 5021	Boninne
- 5022	Cognelée
- 5024	Gelbressée
- 5024	Marche-les-Dames
- 5030	Beuzet
- 5030	Ernage
- 5030	Gembloux
- 5030	Grand-Manil
- 5030	Lonzée
- 5030	Sauvenière
- 5031	Grand-Leez
- 5032	Bossière
- 5032	Bothey
- 5032	Corroy-le-Château
- 5032	Isnes
- 5032	Mazy
- 5060	Arsimont
- 5060	Auvelais
- 5060	Falisolle
- 5060	Keumiée
- 5060	Moignelée
- 5060	Sambreville
- 5060	Tamines
- 5060	Velaine-sur-Sambre
- 5070	Aisemont
- 5070	Fosses-la-Ville
- 5070	Le Roux
- 5070	Sart-Eustache
- 5070	Sart-Saint-Laurent
- 5070	Vitrival
- 5080	Emines
- 5080	La Bruyère
- 5080	Rhisnes
- 5080	Villers-lez-Heest
- 5080	Warisoulx
- 5081	Bovesse
- 5081	Meux
- 5081	Saint-Denis-Bovesse
- 5100	Dave
- 5100	Jambes (Namur)
- 5100	Naninne
- 5100	Wépion
- 5100	Wierde
- 5101	Erpent
- 5101	Lives-sur-Meuse
- 5101	Loyers
- 5140	Boignée
- 5140	Ligny
- 5140	Sombreffe
- 5140	Tongrinne
- 5150	Floreffe
- 5150	Floriffoux
- 5150	Franière
- 5150	Soye (Nam.)
- 5170	Arbre (Nam.)
- 5170	Bois-de-Villers
- 5170	Lesve
- 5170	Lustin
- 5170	Profondeville
- 5170	Rivière
- 5190	Balâtre
- 5190	Ham-sur-Sambre
- 5190	Jemeppe-sur-Sambre
- 5190	Mornimont
- 5190	Moustier-sur-Sambre
- 5190	Onoz
- 5190	Saint-Martin
- 5190	Spy
- 5300	Andenne
- 5300	Bonneville
- 5300	Coutisse
- 5300	Landenne
- 5300	Maizeret
- 5300	Namêche
- 5300	Sclayn
- 5300	Seilles
- 5300	Thon
- 5300	Vezin
- 5310	Aische-en-Refail
- 5310	Bolinne
- 5310	Boneffe
- 5310	Branchon
- 5310	Dhuy
- 5310	Eghezée
- 5310	Hanret
- 5310	Leuze (Nam.)
- 5310	Liernu
- 5310	Longchamps (Nam.)
- 5310	Mehaigne
- 5310	Noville-sur-Méhaigne
- 5310	Saint-Germain
- 5310	Taviers (Nam.)
- 5310	Upigny
- 5310	Waret-la-Chaussée
- 5330	Assesse
- 5330	Maillen
- 5330	Sart-Bernard
- 5332	Crupet
- 5333	Sorinne-la-Longue
- 5334	Florée
- 5336	Courrière
- 5340	Faulx-les-Tombes
- 5340	Gesves
- 5340	Haltinne
- 5340	Mozet
- 5340	Sorée
- 5350	Evelette
- 5350	Ohey
- 5350	» Gesves «
- 5351	Haillot
- 5352	Perwez-Haillot
- 5353	Goesnes
- 5354	Jallet
- 5360	Hamois
- 5360	Natoye
- 5361	Mohiville
- 5361	Scy
- 5362	Achet
- 5363	Emptinne
- 5364	Schaltin
- 5370	Barvaux-Condroz
- 5370	Flostoy
- 5370	Havelange
- 5370	Jeneffe (Nam.)
- 5370	Porcheresse (Nam.)
- 5370	Verlée
- 5372	Méan
- 5374	Maffe
- 5376	Miécret
- 5377	Baillonville
- 5377	Bonsin
- 5377	Heure (Nam.)
- 5377	Hogne
- 5377	Nettinne
- 5377	Noiseux
- 5377	Sinsin
- 5377	Somme-Leuze
- 5377	Waillet
- 5380	Bierwart
- 5380	Cortil-Wodon
- 5380	Fernelmont
- 5380	Forville
- 5380	Franc-Waret
- 5380	Hemptinne (Fernelmont)
- 5380	Hingeon
- 5380	Marchovelette
- 5380	Noville-les-Bois
- 5380	Pontillas
- 5380	Tillier
- 5500	Anseremme
- 5500	Bouvignes-sur-Meuse
- 5500	Dinant
- 5500	Dréhance
- 5500	Falmagne
- 5500	Falmignoul
- 5500	Furfooz
- 5501	Lisogne
- 5502	Thynes
- 5503	Sorinnes
- 5504	Foy-Notre-Dame
- 5520	Anthée
- 5520	Onhaye
- 5521	Serville
- 5522	Falaën
- 5523	Sommière
- 5523	Weillen
- 5524	Gerin
- 5530	Dorinne
- 5530	Durnal
- 5530	Evrehailles
- 5530	Godinne
- 5530	Houx
- 5530	Mont (Nam.)
- 5530	Purnode
- 5530	Spontin
- 5530	Yvoir
- 5537	Anhée
- 5537	Annevoie-Rouillon
- 5537	Bioul
- 5537	Denée
- 5537	Haut-le-Wastia
- 5537	Sosoye
- 5537	Warnant
- 5540	Hastière
- 5540	Hastière-Lavaux
- 5540	Hermeton-sur-Meuse
- 5540	Waulsort
- 5541	Hastière-par-Delà
- 5542	Blaimont
- 5543	Heer
- 5544	Agimont
- 5550	Alle
- 5550	Bagimont
- 5550	Bohan
- 5550	Chairière
- 5550	Laforêt
- 5550	Membre
- 5550	Mouzaive
- 5550	Nafraiture
- 5550	Orchimont
- 5550	Pussemange
- 5550	Sugny
- 5550	Vresse-sur-Semois
- 5555	Baillamont
- 5555	Bellefontaine (Nam.)
- 5555	Bièvre
- 5555	Cornimont
- 5555	Graide
- 5555	Gros-Fays
- 5555	Monceau-en-Ardenne
- 5555	Naomé
- 5555	Oizy
- 5555	Petit-Fays
- 5560	Ciergnon
- 5560	Finnevaux
- 5560	Houyet
- 5560	Hulsonniaux
- 5560	Mesnil-Église
- 5560	Mesnil-Saint-Blaise
- 5561	Celles (Nam.)
- 5562	Custinne
- 5563	Hour
- 5564	Wanlin
- 5570	Baronville
- 5570	Beauraing
- 5570	Dion
- 5570	Felenne
- 5570	Feschaux
- 5570	Honnay
- 5570	Javingue
- 5570	Vonêche
- 5570	Wancennes
- 5570	Winenne
- 5571	Wiesme
- 5572	Focant
- 5573	Martouzin-Neuville
- 5574	Pondrôme
- 5575	Bourseigne-Neuve
- 5575	Bourseigne-Vieille
- 5575	Gedinne
- 5575	Houdremont
- 5575	Louette-Saint-Denis
- 5575	Louette-Saint-Pierre
- 5575	Malvoisin
- 5575	Patignies
- 5575	Rienne
- 5575	Sart-Custinne
- 5575	Vencimont
- 5575	Willerzie
- 5575	» Beauraing «
- 5576	Froidfontaine
- 5580	Ave-et-Auffe
- 5580	Buissonville
- 5580	Eprave
- 5580	Han-sur-Lesse
- 5580	Jemelle
- 5580	Lavaux-Sainte-Anne
- 5580	Lessive
- 5580	Mont-Gauthier
- 5580	Rochefort
- 5580	Villers-sur-Lesse
- 5580	Wavreille
- 5590	Achêne
- 5590	Braibant
- 5590	Chevetogne
- 5590	Ciney
- 5590	Conneux
- 5590	Haversin
- 5590	Leignon
- 5590	Pessoux
- 5590	Serinchamps
- 5590	Sovet
- 5600	Fagnolle
- 5600	Franchimont
- 5600	Jamagne
- 5600	Jamiolle
- 5600	Merlemont
- 5600	Neuville (Philippeville)
- 5600	Omezée
- 5600	Philippeville
- 5600	Roly
- 5600	Romedenne
- 5600	Samart
- 5600	Sart-en-Fagne
- 5600	Sautour
- 5600	Surice
- 5600	Villers-en-Fagne
- 5600	Villers-le-Gambon
- 5600	Vodecée
- 5620	Corenne
- 5620	Flavion
- 5620	Florennes
- 5620	Hemptinne-lez-Florennes
- 5620	Morville
- 5620	Rosée
- 5620	Saint-Aubin
- 5621	Hanzinelle
- 5621	Hanzinne
- 5621	Morialmé
- 5621	Thy-le-Bauduin
- 5630	Cerfontaine
- 5630	Daussois
- 5630	Senzeille
- 5630	Silenrieux
- 5630	Soumoy
- 5630	Villers-Deux-Églises
- 5640	Biesme
- 5640	Biesmerée
- 5640	Graux
- 5640	Mettet
- 5640	Oret
- 5640	Saint-Gérard
- 5641	Furnaux
- 5644	Ermeton-sur-Biert
- 5646	Stave
- 5650	Castillon
- 5650	Chastrès
- 5650	Clermont (Nam.)
- 5650	Fontenelle
- 5650	Fraire
- 5650	Pry
- 5650	Vogenée
- 5650	Walcourt
- 5650	Yves-Gomezée
- 5651	Berzée
- 5651	Gourdinne
- 5651	Laneffe
- 5651	Rognée
- 5651	Somzée
- 5651	Tarcienne
- 5651	Thy-le-Château
- 5660	Aublain
- 5660	Boussu-en-Fagne
- 5660	Brûly
- 5660	Brûly-de-Pesche
- 5660	Couvin
- 5660	Cul-des-Sarts
- 5660	Dailly
- 5660	Frasnes (Nam.)
- 5660	Gonrieux
- 5660	Mariembourg
- 5660	Pesche
- 5660	Petigny
- 5660	Petite-Chapelle
- 5660	Presgaux
- 5670	Dourbes
- 5670	Le Mesnil
- 5670	Mazée
- 5670	Nismes
- 5670	Oignies-en-Thiérache
- 5670	Olloy-sur-Viroin
- 5670	Treignes
- 5670	Vierves-sur-Viroin
- 5670	Viroinval
- 5680	Doische
- 5680	Gimnée
- 5680	Gochenée
- 5680	Matagne-la-Grande
- 5680	Matagne-la-Petite
- 5680	Niverlée
- 5680	Romerée
- 5680	Soulme
- 5680	Vaucelles
- 5680	Vodelée

## 6000 - 6999
Henegouwen (Oost) en Luxemburg
- 6000	Charleroi
- 6001	Marcinelle
- 6010	Couillet
- 6010	Montignies-sur-Sambre
- 6020	Dampremy
- 6030	Goutroux
- 6030	Marchienne-au-Pont
- 6031	Monceau-sur-Sambre
- 6032	Mont-sur-Marchienne
- 6040	Jumet (Charleroi)
- 6041	Gosselies
- 6042	Lodelinsart
- 6043	Ransart
- 6044	Roux
- 6060	Gilly (Charleroi)
- 6061	Montignies-sur-Sambre
- 6110	Montigny-le-Tilleul
- 6111	Landelies
- 6120	Cour-sur-Heure
- 6120	Ham-sur-Heure
- 6120	Ham-sur-Heure-Nalinnes
- 6120	Jamioulx
- 6120	Marbaix (Ht.)
- 6120	Nalinnes
- 6140	Fontaine-l'Évêque
- 6141	Forchies-la-Marche
- 6142	Leernes
- 6150	Anderlues
- 6180	Courcelles
- 6181	Gouy-lez-Piéton
- 6182	Souvret
- 6183	Trazegnies
- 6200	Bouffioulx
- 6200	Châtelet
- 6200	Châtelineau
- 6210	Frasnes-lez-Gosselies
- 6210	Les Bons Villers
- 6210	Rèves
- 6210	Villers-Perwin
- 6210	Wayaux
- 6211	Mellet
- 6220	Fleurus
- 6220	Heppignies
- 6220	Lambusart
- 6220	Wangenies
- 6221	Saint-Amand
- 6222	Brye
- 6223	Wagnelée
- 6224	Wanfercée-Baulet
- 6230	Buzet
- 6230	Obaix
- 6230	Pont-à-Celles
- 6230	Thiméon
- 6230	Viesville
- 6238	Liberchies
- 6238	Luttre
- 6240	Farciennes
- 6240	Pironchamps
- 6250	Aiseau
- 6250	Aiseau-Presles
- 6250	Pont-de-Loup
- 6250	Presles
- 6250	Roselies
- 6280	Acoz
- 6280	Gerpinnes
- 6280	Gougnies
- 6280	Joncret
- 6280	Loverval
- 6280	Villers-Poterie
- 6440	Boussu-lez-Walcourt
- 6440	Fourbechies
- 6440	Froidchapelle
- 6440	Vergnies
- 6441	Erpion
- 6460	Bailièvre
- 6460	Chimay
- 6460	Robechies
- 6460	Saint-Remy (Ht.)
- 6460	Salles
- 6460	Villers-la-Tour
- 6461	Virelles
- 6462	Vaulx-lez-Chimay
- 6463	Lompret
- 6464	Baileux
- 6464	Bourlers
- 6464	Forges
- 6464	l'Escaillère
- 6464	Rièzes
- 6470	Grandrieu
- 6470	Montbliart
- 6470	Rance
- 6470	Sautin
- 6470	Sivry
- 6470	Sivry-Rance
- 6500	Barbençon
- 6500	Beaumont
- 6500	Leugnies
- 6500	Leval-Chaudeville
- 6500	Renlies
- 6500	Solre-Saint-Géry
- 6500	Thirimont
- 6511	Strée (Ht.)
- 6530	Leers-et-Fosteau
- 6530	Thuin
- 6531	Biesme-sous-Thuin
- 6532	Ragnies
- 6533	Biercée
- 6534	Gozée
- 6536	Donstiennes
- 6536	Thuillies
- 6540	Lobbes
- 6540	Mont-Sainte-Geneviève
- 6542	Sars-la-Buissière
- 6543	Bienne-lez-Happart
- 6560	Bersillies-l'Abbaye
- 6560	Erquelinnes
- 6560	Grand-Reng
- 6560	Hantes-Wihéries
- 6560	Montignies-Saint-Christophe
- 6560	Solre-sur-Sambre
- 6567	Fontaine-Valmont
- 6567	Labuissière
- 6567	Merbes-le-Château
- 6567	Merbes-Sainte-Marie
- 6590	Momignies
- 6591	Mâcon
- 6592	Monceau-Imbrechies
- 6593	Macquenoise
- 6594	Beauwelz
- 6596	Forge-Philippe
- 6596	Seloignes
- 6600	Bastenaken
- 6600	Longvilly
- 6600	Noville (Lux.)
- 6600	Villers-la-Bonne-Eau
- 6600	Wardin
- 6630	Martelange
- 6637	Fauvillers
- 6637	Hollange
- 6637	Tintange
- 6640	Hompré
- 6640	Morhet
- 6640	Nives
- 6640	Sibret
- 6640	Vaux-lez-Rosières
- 6640	Vaux-sur-Sûre
- 6642	Juseret
- 6660	Houffalize
- 6660	Nadrin
- 6661	Mont (Lux.)
- 6661	Tailles
- 6662	Tavigny
- 6663	Mabompré
- 6666	Wibrin
- 6670	Gouvy
- 6670	Limerlé
- 6671	Bovigny
- 6672	Beho
- 6673	Cherain
- 6674	Montleban
- 6680	Amberloup
- 6680	Sainte-Ode
- 6680	Tillet
- 6681	Lavacherie
- 6686	Flamierge
- 6687	Bertogne
- 6688	Longchamps (Lux.)
- 6690	Bihain
- 6690	Vielsalm
- 6692	Petit-Thier
- 6698	Grand-Halleux
- 6700	Arlon
- 6700	Bonnert
- 6700	Heinsch
- 6700	Toernich
- 6704	Guirsch
- 6706	Autelbas
- 6717	Attert
- 6717	Nobressart
- 6717	Nothomb
- 6717	Thiaumont
- 6717	Tontelange
- 6720	Habay
- 6720	Habay-la-Neuve
- 6720	Hachy
- 6721	Anlier
- 6723	Habay-la-Vieille
- 6724	Houdemont
- 6724	Rulles
- 6730	Bellefontaine (Lux.)
- 6730	Rossignol
- 6730	Saint-Vincent
- 6730	Tintigny
- 6740	Etalle
- 6740	Sainte-Marie-sur-Semois
- 6740	Villers-sur-Semois
- 6741	Vance
- 6742	Chantemelle
- 6743	Buzenol
- 6747	Châtillon
- 6747	Meix-le-Tige
- 6747	Saint-Léger (Lux.)
- 6750	Musson
- 6750	Mussy-la-Ville
- 6750	Signeulx
- 6760	Bleid
- 6760	Ethe
- 6760	Ruette
- 6760	Virton
- 6761	Latour
- 6762	Saint-Mard
- 6767	Dampicourt
- 6767	Harnoncourt
- 6767	Lamorteau
- 6767	Rouvroy
- 6767	Torgny
- 6769	Gérouville
- 6769	Meix-Devant-Virton
- 6769	Robelmont
- 6769	Sommethonne
- 6769	Villers-la-Loue
- 6780	Hondelange
- 6780	Messancy
- 6780	Wolkrange
- 6781	Sélange
- 6782	Habergy
- 6790	Aubange
- 6791	Athus
- 6792	Halanzy
- 6792	Rachecourt
- 6800	Bras
- 6800	Freux
- 6800	Libramont-Chevigny
- 6800	Moircy
- 6800	Recogne
- 6800	Remagne
- 6800	Sainte-Marie-Chevigny
- 6800	Saint-Pierre
- 6810	Chiny
- 6810	Izel
- 6810	Jamoigne
- 6811	Les Bulles
- 6812	Suxy
- 6813	Termes
- 6820	Florenville
- 6820	Fontenoille
- 6820	Muno
- 6820	Sainte-Cécile
- 6821	Lacuisine
- 6823	Villers-devant-Orval
- 6824	Chassepierre
- 6830	Bouillon
- 6830	Les Hayons
- 6830	Poupehan
- 6830	Rochehaut
- 6831	Noirefontaine
- 6832	Sensenruth
- 6833	Ucimont
- 6833	Vivy
- 6834	Bellevaux
- 6836	Dohan
- 6838	Corbion
- 6840	Grandvoir
- 6840	Grapfontaine
- 6840	Hamipré
- 6840	Longlier
- 6840	Neufchâteau
- 6840	Tournay
- 6850	Carlsbourg
- 6850	Offagne
- 6850	Paliseul
- 6851	Nollevaux
- 6852	Maissin
- 6852	Opont
- 6853	Framont
- 6856	Fays-les-Veneurs
- 6860	Assenois
- 6860	Ebly
- 6860	Léglise
- 6860	Mellier
- 6860	Witry
- 6870	Arville
- 6870	Awenne
- 6870	Hatrival
- 6870	Mirwart
- 6870	Saint-Hubert
- 6870	Vesqueville
- 6870	» Bras «
- 6880	Auby-sur-Semois
- 6880	Bertrix
- 6880	Cugnon
- 6880	Jehonville
- 6880	Orgeo
- 6887	Herbeumont
- 6887	Saint-Médard
- 6887	Straimont
- 6890	Anloy
- 6890	Libin
- 6890	Ochamps
- 6890	Redu
- 6890	Smuid
- 6890	Transinne
- 6890	Villance
- 6900	Aye
- 6900	Hargimont
- 6900	Humain
- 6900	Marche-en-Famenne
- 6900 Marloie
- 6900	On
- 6900	Roy
- 6900	Waha
- 6920	Sohier
- 6920	Wellin
- 6920	» Rochefort «
- 6921	Chanly
- 6922	Halma
- 6924	Lomprez
- 6927	Bure
- 6927	Grupont
- 6927	Resteigne
- 6927	Tellin
- 6929	Daverdisse
- 6929	Gembes
- 6929	Haut-Fays
- 6929	Porcheresse (Lux.)
- 6940	Barvaux
- 6940	Durbuy
- 6940	Grandhan
- 6940	Septon
- 6940	Wéris
- 6941	Bende
- 6941	Bomal
- 6941	Borlon
- 6941	Heyd
- 6941	Izier
- 6941	Tohogne
- 6941	Villers-Sainte-Gertrude
- 6950	Harsin
- 6950	Nassogne
- 6951	Bande
- 6952	Grune
- 6953	Ambly
- 6953	Forrières
- 6953	Lesterny
- 6953	Masbourg
- 6960	Dochamps
- 6960	Grandmenil
- 6960	Harre
- 6960	Malempré
- 6960	Manhay
- 6960	Odeigne
- 6960	Vaux-Chavanne
- 6970	Tenneville
- 6971	Champlon
- 6972	Erneuville
- 6980	Beausaint
- 6980	La Roche-en-Ardenne
- 6982	Samrée
- 6983	Ortho
- 6984	Hives
- 6986	Halleux
- 6987	Beffe
- 6987	Hodister
- 6987	Marcourt
- 6987	Rendeux
- 6990	Fronville
- 6990	Hampteau
- 6990	Hotton
- 6990	Marenne
- 6997	Amonines
- 6997	Érezée
- 6997	Mormont
- 6997	Soy

## 7000 - 7999
Henegouwen (West)
- 7000	Bergen
- 7010	S.H.A.P.E. België
- 7011	Ghlin (Bergen)
- 7012	Flénu (Bergen)
- 7012	Jemappes (Bergen)
- 7020	Maisières (Bergen)
- 7020	Nimy (Bergen)
- 7021	Havré (Bergen)
- 7022	Harmignies (Bergen)
- 7022	Harveng (Bergen)
- 7022	Hyon (Bergen)
- 7022	Mesvin (Bergen)
- 7022	Nouvelles (Bergen)
- 7024	Ciply (Bergen)
- 7030	Saint-Symphorien (Bergen)
- 7031	Villers-Saint-Ghislain (Bergen)
- 7032	Spiennes (Bergen)
- 7033	Cuesmes (Bergen)
- 7034	Obourg (Bergen)
- 7034	Saint-Denis (Bergen)
- 7040	Asquillies
- 7040	Aulnois
- 7040	Blaregnies
- 7040	Bougnies
- 7040	Genly
- 7040	Goegnies-Chaussée
- 7040	Quévy
- 7040	Quévy-le-Grand
- 7040	Quévy-le-Petit
- 7041	Givry
- 7041	Havay
- 7050	Erbaut
- 7050	Erbisoeul
- 7050	Herchies
- 7050	Jurbise
- 7050	Masnuy-Saint-Jean (Jurbise)
- 7050	Masnuy-Saint-Pierre
- 7060	Horrues
- 7060	Zinnik
- 7061	Casteau (Soignies)
- 7061	Thieusies
- 7062	Naast
- 7063	Chaussée-Notre-Dame-Louvignies
- 7063	Neufvilles
- 7070	Gottignies
- 7070	Le Rœulx
- 7070	Mignault
- 7070	Thieu
- 7070	Ville-sur-Haine (Le Rœulx)
- 7080	Eugies (Frameries)
- 7080	Frameries
- 7080	La Bouverie
- 7080	Noirchain
- 7080	Sars-la-Bruyère
- 7090	's-Gravenbrakel
- 7090	Hennuyères
- 7090	Henripont
- 7090	Petit-Rœulx-lez-Braine
- 7090	Ronquières
- 7090	Steenkerke (Hen.)
- 7100	Haine-Saint-Paul
- 7100	Haine-Saint-Pierre
- 7100	La Louvière
- 7100	Saint-Vaast
- 7100	Trivières
- 7110	Boussoit
- 7110	Houdeng-Aimeries
- 7110	Houdeng-Goegnies (La Louvière)
- 7110	Maurage
- 7110	Strépy-Bracquegnies
- 7120	Croix-lez-Rouveroy
- 7120	Estinnes
- 7120	Estinnes-au-Mont
- 7120	Estinnes-au-Val
- 7120	Fauroeulx
- 7120	Haulchin
- 7120	Peissant
- 7120	Rouveroy (Ht.)
- 7120	Vellereille-les-Brayeux
- 7120	Vellereille-le-Sec
- 7130	Battignies
- 7130	Binche
- 7130	Bray
- 7131	Waudrez
- 7133	Buvrinnes
- 7134	Epinois
- 7134	Leval-Trahegnies
- 7134	Péronnes-lez-Binche
- 7134	Ressaix
- 7140	Morlanwelz
- 7140	Morlanwelz-Mariemont
- 7141	Carnières
- 7141	Mont-Sainte-Aldegonde
- 7160	Chapelle-lez-Herlaimont
- 7160	Godarville
- 7160	Piéton
- 7170	Bellecourt
- 7170	Bois-d'Haine
- 7170	Fayt-lez-Manage
- 7170	La Hestre
- 7170	Manage
- 7180	Seneffe
- 7180	» Ecaussinnes «
- 7181	Arquennes
- 7181	Familleureux
- 7181	Feluy
- 7181	Petit-Rœulx-lez-Nivelles
- 7190	Ecaussinnes
- 7190	Ecaussinnes-d'Enghien
- 7190	Marche-lez-Ecaussinnes
- 7191	Ecaussinnes-Lalaing
- 7300	Boussu
- 7301	Hornu
- 7320	Bernissart
- 7321	Blaton
- 7321	Harchies
- 7322	Pommeroeul
- 7322	Ville-Pommeroeul
- 7330	Saint-Ghislain
- 7331	Baudour
- 7332	Neufmaison
- 7332	Sirault
- 7333	Tertre
- 7334	Hautrage
- 7334	Villerot
- 7340	Colfontaine
- 7340	Paturages
- 7340	Warquignies
- 7340	Wasmes
- 7350	Hainin
- 7350	Hensies
- 7350	Montroeul-sur-Haine
- 7350	Thulin
- 7370	Blaugies
- 7370	Dour
- 7370	Elouges
- 7370	Wihéries
- 7380	Baisieux
- 7380	Quiévrain
- 7382	Audregnies
- 7387	Angre
- 7387	Angreau
- 7387	Athis
- 7387	Autreppe
- 7387	Erquennes
- 7387	Fayt-le-Franc
- 7387	Honnelles
- 7387	Marchipont
- 7387	Montignies-sur-Roc
- 7387	Onnezies
- 7387	Roisin
- 7390	Quaregnon
- 7390	Wasmuel
- 7500	Ere
- 7500	Saint-Maur
- 7500	Doornik
- 7501	Orcq
- 7502	Esplechin
- 7503	Froyennes
- 7504	Froidmont
- 7506	Willemeau
- 7520	Ramegnies-Chin
- 7520	Templeuve
- 7521	Chercq
- 7522	Blandain
- 7522	Hertain
- 7522	Lamain
- 7522	Marquain
- 7530	Gaurain-Ramecroix (Doornik)
- 7531	Havinnes
- 7532	Beclers
- 7533	Thimougies
- 7534	Barry
- 7534	Maulde
- 7536	Vaulx (Doornik)
- 7538	Vezon
- 7540	Kain
- 7540	Melles
- 7540	Quartes
- 7540	Rumillies
- 7542	Mont-Saint-Aubert
- 7543	Mourcourt
- 7548	Warchin
- 7600	Péruwelz
- 7601	Roucourt
- 7602	Bury
- 7603	Bon-Secours
- 7604	Baugnies
- 7604	Braffe
- 7604	Brasmenil
- 7604	Callenelle
- 7604	Wasmes-Audemez-Briffoeil
- 7608	Wiers
- 7610	Rumes
- 7611	La Glanerie
- 7618	Taintignies
- 7620	Bléharies
- 7620	Brunehaut
- 7620	Guignies
- 7620	Hollain
- 7620	Jollain-Merlin
- 7620	Wez-Velvain
- 7621	Lesdain
- 7622	Laplaigne
- 7623	Rongy
- 7624	Howardries
- 7640	Antoing
- 7640	Maubray
- 7640	Péronnes-lez-Antoing
- 7641	Bruyelle
- 7642	Calonne
- 7643	Fontenoy
- 7700	Luingne
- 7700	Moeskroen
- 7711	Dottenijs
- 7712	Herzeeuw
- 7730	Bailleul
- 7730	Estaimbourg
- 7730	Estaimpuis
- 7730	Évregnies
- 7730	Leers-Nord
- 7730	Néchin
- 7730	Saint-Léger (Hen.)
- 7740	Pecq
- 7740	Warcoing
- 7742	Hérinnes-lez-Pecq
- 7743	Esquelmes
- 7743	Obigies
- 7750	Amougies
- 7750	Anseroeul
- 7750	Mont-de-l'Enclus
- 7750	Orroir
- 7750	Russeignies
- 7760	Celles (Ht.)
- 7760	Escanaffles
- 7760	Molenbaix
- 7760	Popuelles
- 7760	Pottes
- 7760	Velaines
- 7780	Komen (Comines)
- 7780	Komen-Waasten
- 7781	Houthem (Komen)
- 7782	Ploegsteert
- 7783	Bizet
- 7784	Neerwaasten
- 7784	Waasten (Warneton)
- 7800	Aat (Ath)
- 7800	Lanquesaint
- 7801	Irchonwelz
- 7802	Ormeignies
- 7803	Bouvignies
- 7804	Ostiches
- 7804	Rebaix
- 7810	Maffle
- 7811	Arbre (Henegouwen)
- 7812	Houtaing
- 7812	Ligne
- 7812	Mainvault
- 7812	Moulbaix
- 7812	Villers-Notre-Dame
- 7812	Villers-Saint-Amand
- 7822	Gellingen (Ghislenghien)
- 7822	Isières
- 7822	Meslin-l'Évêque
- 7823	Gibecq
- 7830	Zullik (Bassilly)
- 7830	Fouleng
- 7830	Gondregnies
- 7830	Graty
- 7830	Hellebecq
- 7830	Hove (Hove)
- 7830	Opzullik (Silly)
- 7830	Thoricourt
- 7850	Edingen (Enghien)
- 7850	Lettelingen (Petit-Enghien)
- 7850	Mark (Marcq)
- 7860	Lessen (Lessines)
- 7861	Papegem (Papignies)
- 7861	Wannebecq
- 7862	Ogy
- 7863	Ghoy
- 7864	Twee-Akren (Deux-Acren)
- 7866	Lessenbos (Bois-de-Lessines)
- 7866	Woelingen (Ollignies)
- 7870	Bauffe
- 7870	Cambron-Saint-Vincent
- 7870	Lens
- 7870	Lombise
- 7870	Montignies-lez-Lens
- 7880	Vloesberg (Flobecq)
- 7890	Elzele (Ellezelles)
- 7890	Lahamaide
- 7890	Wodecq
- 7900	Grandmetz
- 7900	Leuze-en-Hainaut
- 7901	Thieulain
- 7903	Blicquy
- 7903	Chapelle-à-Oie
- 7903	Chapelle-à-Wattines
- 7904	Pipaix
- 7904	Tourpes
- 7904	Willaupuis
- 7906	Gallaix
- 7910	Anvaing
- 7910	Arc-Ainières
- 7910	Arc-Wattripont
- 7910	Cordes
- 7910	Ellignies-lez-Frasnes
- 7910	Forest (Henegouwen)
- 7910	Frasnes-lez-Anvaing
- 7910	Wattripont
- 7911	Buissenal
- 7911	Frasnes-lez-Buissenal
- 7911	Hacquegnies
- 7911	Herquegies
- 7911	Montrœul-au-Bois
- 7911	Moustier (Henegouwen)
- 7911	Œudeghien
- 7912	Dergneau
- 7912	Saint-Sauveur
- 7940	Brugelette
- 7940	Cambron-Casteau
- 7941	Attre
- 7942	Mévergnies-lez-Lens
- 7943	Gages
- 7950	Chièvres
- 7950	Grosage
- 7950	Huissignies
- 7950	Ladeuze
- 7950	Tongre-Saint-Martin
- 7951	Tongre-Notre-Dame
- 7970	Belœil
- 7971	Basècles
- 7971	Ramegnies
- 7971	Thumaide
- 7971	Wadelincourt
- 7972	Aubechies
- 7972	Ellignies-Sainte-Anne
- 7972	Quevaucamps
- 7973	Grandglise
- 7973	Stambruges

## 8000 - 8999
West-Vlaanderen
- 8000	Brugge
- 8000	Koolkerke (Brugge)
- 8020	Hertsberge
- 8020	Oostkamp
- 8020	Ruddervoorde
- 8020	Waardamme
- 8200	Sint-Andries (Brugge)
- 8200	Sint-Michiels (Brugge)
- 8210	Loppem
- 8210	Veldegem
- 8210	Zedelgem
- 8211	Aartrijke
- 8300	Knokke
- 8300	Knokke-Heist
- 8300	Westkapelle
- 8301	Heist-aan-Zee
- 8301	Ramskapelle (Knokke-Heist)
- 8310	Assebroek (Brugge)
- 8310	Sint-Kruis (Brugge)
- 8340	Damme
- 8340	Hoeke
- 8340	Lapscheure
- 8340	Moerkerke
- 8340	Oostkerke (Damme)
- 8340	Sijsele
- 8370	Blankenberge
- 8370	Uitkerke
- 8377	Houtave
- 8377	Meetkerke
- 8377	Nieuwmunster
- 8377	Zuienkerke
- 8380	Dudzele (Brugge)
- 8380	Lissewege (Brugge)
- 8380	Zeebrugge (Brugge)
- 8400	Oostende
- 8400	Stene
- 8400	Zandvoorde (Oostende)
- 8420	De Haan
- 8420	Klemskerke
- 8420	Wenduine
- 8421	Vlissegem
- 8430	Middelkerke
- 8431	Wilskerke
- 8432	Leffinge
- 8433	Mannekensvere
- 8433	Schore (Middelkerke)
- 8433	Sint-Pieters-Kapelle (Middelkerke)
- 8433	Slijpe
- 8433	Spermalie
- 8434	Lombardsijde
- 8434	Westende
- 8450	Bredene
- 8460	Ettelgem
- 8460	Oudenburg
- 8460	Roksem
- 8460	Westkerke
- 8470	Gistel
- 8470	Moere
- 8470	Snaaskerke
- 8470	Zevekote
- 8480	Bekegem
- 8480	Eernegem
- 8480	Ichtegem
- 8490	Jabbeke
- 8490	Snellegem
- 8490	Stalhille
- 8490	Varsenare
- 8490	Zerkegem
- 8500	Kortrijk
- 8501	Bissegem
- 8501	Heule
- 8510	Bellegem
- 8510	Kooigem
- 8510	Marke (België)
- 8510	Rollegem
- 8511	Aalbeke
- 8520	Kuurne
- 8530	Harelbeke
- 8531	Bavikhove
- 8531	Hulste
- 8540	Deerlijk
- 8550	Zwevegem
- 8551	Heestert
- 8552	Moen
- 8553	Otegem
- 8554	Sint-Denijs
- 8560	Gullegem
- 8560	Moorsele
- 8560	Wevelgem
- 8570	Anzegem
- 8570	Gijzelbrechtegem
- 8570	Ingooigem
- 8570	Vichte
- 8572	Kaster
- 8573	Tiegem
- 8580	Avelgem
- 8581	Kerkhove
- 8581	Waarmaarde
- 8582	Outrijve
- 8583	Bossuit
- 8587	Helkijn
- 8587	Spiere
- 8587	Spiere-Helkijn
- 8600	Beerst
- 8600	Diksmuide
- 8600	Driekapellen
- 8600	Esen
- 8600	Kaaskerke
- 8600	Keiem
- 8600	Lampernisse
- 8600	Leke
- 8600	Nieuwkapelle
- 8600	Oostkerke (Diksmuide)
- 8600	Oudekapelle
- 8600	Pervijze
- 8600	Sint-Jacobskapelle
- 8600	Stuivekenskerke
- 8600	Vladslo
- 8600	Woumen
- 8610	Handzame
- 8610	Kortemark
- 8610	Werken
- 8610	Zarren
- 8620	Nieuwpoort
- 8620	Ramskapelle (Nieuwpoort)
- 8620	Sint-Joris (Nieuwpoort)
- 8630	Avekapelle
- 8630	Beauvoorde
- 8630	Booitshoeke
- 8630	Bulskamp
- 8630	De Moeren
- 8630	Eggewaartskapelle
- 8630	Houtem (West-Vlaanderen)
- 8630	Steenkerke (West-Vlaanderen)
- 8630	Veurne
- 8630	Vinkem
- 8630	Wulveringem
- 8630	Zoutenaaie
- 8640	Oostvleteren
- 8640	Vleteren
- 8640	Westvleteren
- 8640	Woesten
- 8647	Lo
- 8647	Lo-Reninge
- 8647	Noordschote
- 8647	Pollinkhove
- 8647	Reninge
- 8650	Houthulst
- 8650	Klerken
- 8650	Merkem
- 8660	Adinkerke
- 8660	De Panne
- 8670	Koksijde
- 8670	Oostduinkerke
- 8670	Wulpen
- 8680	Bovekerke
- 8680	Koekelare
- 8680	Zande
- 8690	Alveringem
- 8690	Hoogstade
- 8690	Oeren
- 8690	Sint-Rijkers
- 8691	Beveren-aan-den-IJzer
- 8691	Gijverinkhove
- 8691	Izenberge
- 8691	Leisele
- 8691	Stavele
- 8700	Aarsele
- 8700	Kanegem
- 8700	Schuiferskapelle
- 8700	Tielt
- 8710	Ooigem
- 8710	Sint-Baafs-Vijve
- 8710	Wielsbeke
- 8720	Dentergem
- 8720	Markegem
- 8720	Oeselgem
- 8720	Wakken
- 8730	Beernem
- 8730	Oedelem
- 8730	Sint-Joris (Beernem)
- 8740	Egem
- 8740	Pittem
- 8750	Wingene
- 8750	Zwevezele
- 8755	Ruiselede
- 8760	Meulebeke
- 8770	Ingelmunster
- 8780	Oostrozebeke
- 8790	Waregem
- 8791	Beveren-Leie
- 8792	Desselgem
- 8793	Sint-Eloois-Vijve
- 8800	Beveren (Roeselare)
- 8800	Oekene
- 8800	Roeselare
- 8800	Rumbeke
- 8810	Lichtervelde
- 8820	Torhout
- 8830	Gits
- 8830	Hooglede
- 8840	Oostnieuwkerke
- 8840	Staden
- 8840	Westrozebeke
- 8850	Ardooie
- 8851	Koolskamp
- 8860	Lendelede
- 8870	Emelgem
- 8870	Izegem
- 8870	Kachtem
- 8880	Ledegem
- 8880	Rollegem-Kapelle
- 8880	Sint-Eloois-Winkel
- 8890	Dadizele
- 8890	Moorslede
- 8900	Brielen
- 8900	Dikkebus
- 8900	Ieper
- 8900	Sint-Jan
- 8902	Hollebeke
- 8902	Voormezele
- 8902	Zillebeke
- 8904	Boezinge
- 8904	Zuidschote
- 8906	Elverdinge
- 8908	Vlamertinge
- 8920	Bikschote
- 8920	Langemark
- 8920	Langemark-Poelkapelle
- 8920	Poelkapelle
- 8930	Lauwe
- 8930	Menen
- 8930	Rekkem
- 8940	Geluwe
- 8940	Wervik
- 8950	Heuvelland
- 8950	Nieuwkerke
- 8951	Dranouter
- 8952	Wulvergem
- 8953	Wijtschate
- 8954	Westouter
- 8956	Kemmel
- 8957	Mesen
- 8958	Loker
- 8970	Poperinge
- 8970	Reningelst
- 8972	Krombeke
- 8972	Proven
- 8972	Roesbrugge-Haringe
- 8978	Watou
- 8980	Beselare
- 8980	Geluveld
- 8980	Passendale
- 8980	Zandvoorde (Zonnebeke)
- 8980	Zonnebeke

## 9000 - 9999
Oost-Vlaanderen
- 9000	Gent
  - 9030	Mariakerke
  - 9031	Drongen
  - 9032	Wondelgem
  - 9040	Sint-Amandsberg
  - 9041	Oostakker
  - 9042	Desteldonk
  - 9042	Mendonk
  - 9042	Sint-Kruis-Winkel
  - 9050	Gentbrugge
  - 9050	Ledeberg
  - 9051	Afsnee
  - 9051	Sint-Denijs-Westrem
  - 9052	Zwijnaarde
- 9060	Zelzate
- 9070	Destelbergen
- 9070	Heusden (Oost-Vlaanderen)
- 9080	Beervelde
- 9080	Lochristi
- 9080	Zaffelare
- 9080	Zeveneken
- 9090	Gontrode
- 9090	Melle
- 9100	Nieuwkerken-Waas
- 9100	Sint-Niklaas
- 9111	Belsele (Sint-Niklaas)
- 9112	Sinaai-Waas
- 9120	Beveren-Waas
- 9120	Haasdonk
- 9120	Kallo (Beveren-Waas)
- 9120	Melsele
- 9120	Vrasene
- 9130	Doel
- 9130	Kallo (Kieldrecht)
- 9130	Kieldrecht (Beveren)
- 9130	Verrebroek
- 9140	Elversele
- 9140	Steendorp
- 9140	Temse
- 9140	Tielrode
- 9150	Bazel
- 9150	Kruibeke
- 9150	Rupelmonde
- 9160	Daknam
- 9160	Eksaarde
- 9160	Lokeren
- 9170	De Klinge
- 9170	Meerdonk
- 9170	Sint-Gillis-Waas
- 9170	Sint-Pauwels
- 9180	Moerbeke-Waas
- 9185	Wachtebeke
- 9190	Kemzeke
- 9190	Stekene
- 9200	Appels
- 9200	Baasrode
- 9200	Dendermonde
- 9200	Grembergen
- 9200	Mespelare
- 9200	Oudegem
- 9200	Schoonaarde
- 9200	Sint-Gillis-bij-Dendermonde
- 9220	Hamme (Oost-Vlaanderen)
- 9220	Moerzeke
- 9230	Massemen
- 9230	Westrem
- 9230	Wetteren
- 9240	Zele
- 9250	Waasmunster
- 9255	Buggenhout
- 9255	Opdorp
- 9260	Schellebelle
- 9260	Serskamp
- 9260	Wichelen
- 9270	Kalken
- 9270	Laarne
- 9280	Denderbelle
- 9280	Lebbeke
- 9280	Wieze
- 9290	Berlare
- 9290	Overmere
- 9290	Uitbergen
- 9300	Aalst
- 9308	Gijzegem (Aalst)
- 9308	Hofstade (Aalst)
- 9310	Baardegem (Aalst)
- 9310	Herdersem (Aalst)
- 9310	Meldert (Aalst)
- 9310	Moorsel (Aalst)
- 9320	Erembodegem (Aalst)
- 9320	Nieuwerkerken (Aalst)
- 9340	Impe
- 9340	Lede
- 9340	Oordegem
- 9340	Smetlede
- 9340	Wanzele
- 9400	Appelterre-Eichem
- 9400	Denderwindeke
- 9400	Lieferinge
- 9400	Nederhasselt
- 9400	Ninove
- 9400	Okegem
- 9400	Voorde
- 9401	Pollare
- 9402	Meerbeke
- 9403	Neigem
- 9404	Aspelare
- 9406	Outer
- 9420	Aaigem
- 9420	Bambrugge
- 9420	Burst
- 9420	Erondegem
- 9420	Erpe
- 9420	Erpe-Mere
- 9420	Mere
- 9420	Ottergem
- 9420	Vlekkem
- 9450	Denderhoutem
- 9450	Haaltert
- 9450	Heldergem
- 9451	Kerksken
- 9470	Denderleeuw
- 9472	Iddergem
- 9473	Welle
- 9500	Geraardsbergen
- 9500	Goeferdinge
- 9500	Moerbeke
- 9500	Nederboelare
- 9500	Onkerzele
- 9500	Ophasselt
- 9500	Overboelare
- 9500	Viane
- 9500	Zarlardinge
- 9506	Grimminge
- 9506	Idegem
- 9506	Nieuwenhove
- 9506	Schendelbeke
- 9506	Smeerebbe-Vloerzegem
- 9506	Waarbeke
- 9506	Zandbergen
- 9520	Bavegem
- 9520	Sint-Lievens-Houtem
- 9520	Vlierzele
- 9520	Zonnegem
- 9521	Letterhoutem
- 9550	Herzele
- 9550	Hillegem
- 9550	Sint-Antelinks
- 9550	Sint-Lievens-Esse
- 9550	Steenhuize-Wijnhuize
- 9550	Woubrechtegem
- 9551	Ressegem
- 9552	Borsbeke
- 9570	Deftinge
- 9570	Lierde
- 9570	Sint-Maria-Lierde
- 9571	Hemelveerdegem
- 9572	Sint-Martens-Lierde
- 9600	Ronse
- 9620	Elene
- 9620	Erwetegem
- 9620	Godveerdegem
- 9620	Grotenberge
- 9620	Leeuwergem
- 9620	Oombergen (Zottegem)
- 9620	Sint-Goriks-Oudenhove
- 9620	Sint-Maria-Oudenhove (Zottegem)
- 9620	Strijpen
- 9620	Velzeke-Ruddershove
- 9620	Zottegem
- 9630	Beerlegem
- 9630	Dikkele
- 9630	Hundelgem
- 9630	Meilegem
- 9630	Munkzwalm
- 9630	Paulatem
- 9630	Roborst
- 9630	Rozebeke
- 9630	Sint-Blasius-Boekel
- 9630	Sint-Denijs-Boekel
- 9630	Sint-Maria-Latem
- 9630	Zwalm
- 9636	Nederzwalm-Hermelgem
- 9660	Brakel
- 9660	Elst
- 9660	Everbeek
- 9660	Michelbeke
- 9660	Nederbrakel
- 9660	Opbrakel
- 9660	Zegelsem
- 9661	Parike
- 9667	Horebeke
- 9667	Sint-Kornelis-Horebeke
- 9667	Sint-Maria-Horebeke
- 9680	Etikhove
- 9680	Maarkedal
- 9680	Maarke-Kerkem
- 9681	Nukerke
- 9688	Schorisse
- 9690	Berchem (Oost-Vlaanderen)
- 9690	Kluisbergen
- 9690	Kwaremont
- 9690	Ruien
- 9690	Zulzeke
- 9700	Bevere
- 9700	Edelare
- 9700	Eine
- 9700	Ename
- 9700	Heurne
- 9700	Leupegem
- 9700	Mater
- 9700	Melden
- 9700	Mullem
- 9700	Nederename
- 9700	Oudenaarde
- 9700	Volkegem
- 9700	Welden
- 9750	Huise
- 9750	Ouwegem
- 9750	Zingem
- 9770	Kruishoutem
- 9771	Nokere
- 9772	Wannegem-Lede
- 9790	Elsegem
- 9790	Moregem
- 9790	Ooike (Wortegem-Petegem)
- 9790	Petegem-aan-de-Schelde
- 9790	Wortegem
- 9790	Wortegem-Petegem
- 9800	Astene
- 9800	Bachte-Maria-Leerne
- 9800	Deinze
- 9800	Gottem
- 9800	Grammene
- 9800	Meigem
- 9800	Petegem-aan-de-Leie
- 9800	Sint-Martens-Leerne
- 9800	Vinkt
- 9800	Wontergem
- 9800	Zeveren
- 9810	Eke
- 9810	Nazareth
- 9820	Bottelare
- 9820	Lemberge
- 9820	Melsen
- 9820	Merelbeke
- 9820	Munte
- 9820	Schelderode
- 9830	Sint-Martens-Latem
- 9831	Deurle
- 9840	De Pinte
- 9840	Zevergem
- 9850	Hansbeke
- 9850	Landegem
- 9850	Merendree
- 9850	Nevele
- 9850	Poesele
- 9850	Vosselare
- 9860	Balegem
- 9860	Gijzenzele
- 9860	Landskouter
- 9860	Moortsele
- 9860	Oosterzele
- 9860	Scheldewindeke
- 9870	Machelen
- 9870	Olsene
- 9870	Zulte
- 9880	Aalter
- 9880	Lotenhulle
- 9880	Poeke
- 9881	Bellem
- 9890	Asper
- 9890	Baaigem
- 9890	Dikkelvenne
- 9890	Gavere
- 9890	Semmerzake
- 9890	Vurste
- 9900	Eeklo
- 9910	Knesselare
- 9910	Ursel
- 9920	Lievegem
- 9920	Lovendegem
- 9921	Vinderhoute
- 9930	Zomergem
- 9931	Oostwinkel
- 9932	Ronsele
- 9940	Ertvelde
- 9940	Evergem
- 9940	Kluizen
- 9940	Sleidinge
- 9950	Waarschoot
- 9960	Assenede
- 9961	Boekhoute
- 9968	Bassevelde
- 9968	Oosteeklo
- 9970	Kaprijke
- 9971	Lembeke
- 9980	Sint-Laureins
- 9981	Sint-Margriete
- 9982	Sint-Jan-in-Eremo
- 9988	Waterland-Oudeman
- 9988	Watervliet
- 9990	Maldegem
- 9991	Adegem
- 9992	Middelburg